# Tytus Trzecieski
Tytus Trzecieski, herbu Strzemię (ur. 1 stycznia 1811 w Bażanówce, zm. 24 grudnia 1878 w Polance) – polski szlachcic, filozof, rolnik, górnik z wykształcenia, właściciel kopalń rud, ropy naftowej i majątku ziemskiego, dziedzic Miejsca Piastowego, Polanki, współorganizator ruchów niepodległościowych.
Inicjator wykorzystania ropy naftowej w przemyśle. Współzałożyciel kopalni ropy naftowej w Bóbrce.

## Życiorys

### Pochodzenie
Urodził się w rodzinie Jana Trzecieskiego z Polanki (1772–1842) i Magdaleny Wiktor h. Brochwicz II (zm. 1842 r.). Jego bratem był Franciszek Trzecieski (1805–1875), oficer, powstaniec listopadowy i styczniowy, więzień polityczny w 1863 r., poseł do parlamentu Austrii.
Żoną Tytusa była Anna Węgleńska – h. Śreniawa, (8 VIII 1821 — 23 IV 1857), z którą miał syna Jana Wojciecha Trzecieskiego z Polanki (1855–1909), ożenionego z Anną Łętowską z Łętowa h. Ogończyk (1865–1945).
Córką Tytusa była Maria Trzecieska z Trzecieszy h. Strzemię (1853-1932); jej mężem został Władysław Marian Walenty Kraiński z Krainki h. Jelita (1841–1926).

### Kariera
Ukończył studia filozoficzne na Uniwersytecie we Lwowie. W 1834 r. wyjechał za granicę do Niemiec, gdzie studiował rolnictwo. Po powrocie do kraju prowadził działalność przemysłową i gospodarstwo rolne w Polance.
Został członkiem pierwszej rady nadzorczej Towarzystwa Wzajemnych Ubezpieczeń w Krakowie od 1860 do 1864 od 1860.

### Działalność patriotyczna
W czasie rzezi galicyjskiej Jakuba Szeli 1846 schronił w swoim dworze w Polance (obecnie dzielnica Krosna) powstańców krakowskich, m.in. Wincentego Pola, i został pobity. W pożarze dworu spłonął także cały dotychczasowy dorobek piśmienniczy Wincentego Pola. Podczas napadu na dwór Tytus Trzecieski został ranny i porwany przez chłopów podburzonych przez zaborcę. Pobili oni również Teofila Trzecieskiego. W czasie odstawienia do cyrkułu w Jaśle został rozpoznany przez znajomych konwojentów i uwolniony. W 1863 wspomagał materialnie powstańców styczniowych.

### Działalność w kolebce przemysłu naftowego
Z pomyślnym skutkiem stosował do leczenia owiec ropę, zbieraną w bobrzeckim lesie i dostarczaną mu przez tzw. dziegciarzy. 
Wspólnie z Ignacym Łukasiewiczem zawiązali spółkę z właścicielem Bóbrki, Karolem Klobassą i stworzyli pierwszą na świecie kopalnię ropy naftowej, gdzie obecne mieści się Skansen Kopalnictwa Naftowego. 
Zmarł 24 grudnia 1878 w Polance. Został pochowany na cmentarzu w Jedliczu.